# Waiting for a Star to Fall
"Waiting for a Star to Fall" är en låt gjord av popduon Boy Meets Girl. Låten släpptes på singel den 30 november 1988. Den nådde topplaceringen #9 på de brittiska listorna i januari 1989, efter att ha gått in på listan i december 1988. Den placerade sig högre i USA, med topplaceringen #5 på Billboard Hot 100 och #1 på Billboard Adult Contemporary Chart. Den nådde topplaceringen #35 på Australiens ARIA Charts i april 1989. Låten skrevs ursprungligen för  Whitney Houston, som tackade nej. Låten erbjöds sedan till Belinda Carlisle, som spelade in en demoversion för albumet Heaven on Earth. Den släpptes dock aldrig, även om demoinspelningen senare läckte ut.
Låten fanns 1990 med i filmen Tre män och en liten tjej ("Three Men and a Little Lady") (1990).
Låtens saxofonsolo fanns med i brittiska Channel 4:s TV-reklam av Super Bowl XXIII (22 januari 1989). 

## Remixversioner
Låten har senare remixats och samplats. Cabin Crew remixade den 2005 som "Star to Fall", men den kan också ses som en cover på grund av nyinspelningen av texten. Samma månad släpptes en ny remix av låten av Sunset Strippers under namnet "Falling Stars" som hamnade på tredje plats.  